# 1900 în științifico-fantastic
- 1899 în științifico-fantastic — 1900 în științifico-fantastic — 1901 în științifico-fantastic

1900 în științifico-fantastic a implicat o serie de evenimente:
- Romanul Primii oameni în Lună de H. G. Wells a fost publicat în foileton în The Strand Magazine din decembrie 1900 până în august 1901

## Nașteri și decese

### Nașteri
- William E. Barrett (d. 1986)
- Harry Bates (d. 1981)
- Karin Boye (d. 1941)
- Taylor Caldwell (d. 1985), pseudonimul scriitoarei americane "Janet Miriam Reback"
- Fernand François (d. 1991), scriitor francez
- Wilhelm Friedrich Eickermann
- Leslie Greener (d. 1974)
- James Hilton (d. 1954)
- Henry J. Leir (d. 1998)
- Ernst H. Richter (d. 1959)
- Anna Seghers (d. 1983)
- Wallace West (d. 1980)

### Decese
- Ferdinand Brut (n. 1849)

## Cărți

### Romane

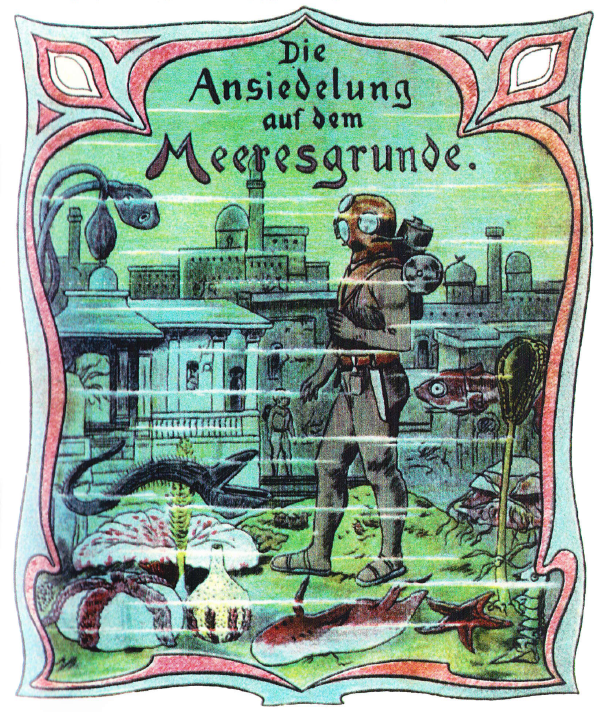
Coperta în stil Art Nouveau a seriei de romane Aus dem Reiche der Phantasie (Din tărâmul fanteziei)

- A doua patrie de Jules Verne, roman de aventuri și de călătorie
- NEQUA or The Problem of the Ages[2] de Jack Adams (pseudonim)[3]
- The Struggle for Empire: A Story of the Year 2236 de Robert William Cole
- The World a Department Store de Bradford C. Peck, roman utopic

### Povestiri
- "The Moon Metal" de Garrett P. Serviss

### Serii de romane
Aus dem Reiche der Phantasie (Din tărâmul fanteziei) este o serie de zece romane care au fost publicate din 1900. Seria este recunoscută ca fiind prima serie științifico-fantastică. Volumele au fost scrise de Robert Kraft.

## Filme
| Titlu | Regizor | Distribuție | Țara | Sub-Gen /Note |
| ----- | ------- | ----------- | ---- | ------------- |
|       |         |             |      |               |